# Adem Demaçi
Adem Demaçi (født 26. februar 1936, død 26. juli 2018) var en Kosovo-albansk menneskerettighedsforkæmper og politiker.
Han var fængslet i 28 år, heraf 6 år i isolation. Han fik sin første dom i 1958, dvs. langt tilbage i Titos tid. Omkring 1960 grundlagde Demaçi Den Revolutionære Bevægelse for Forening af Albanerne, som fik omkring 300 medlemmer – flere af dem blev fængslet i 1964.
Demaçi blev benådet i 1990, dvs. omtrent samtidig med at en anden fremtrædende Kosovo-albansk politiker Azem Vllasi blev frikendt og løsladt. Som følge af den lange fængsling er der flere Kosovo albanere, der omtaler ham som Kosovos Nelson Mandela.
Efter benådningen arbejdede han som skribent og redaktør (Zëri).
Europa-Parlamentet gav ham i 1991 Sakharov Prisen.

## Demaçis politiske opfattelse. Imod Rambouillet-forhandlingerne
Adem Demaçi var ikke særlig enig med Ibrahim Rugova, heller ikke omkring 1998-1999. Han gik dengang ind for en løsere sammenslutning af Serbien, Montenegro og Kosovo, hvor hver del skulle være en selvstændig stat med egen regering, eget militær og med åbne grænser. Dette standpunkt opretholdt han en tid efter Serbiens militære nederlag i sommeren 1999. Demaçi har så vidt vides ikke – som professor Rexhep Qosja – næret idéer i retning af en sammenslutning med Albanien og albansk dominerede dele af Makedonien og Montenegro.
I slutningen af 1998 var Adem Demaçi i en kort periode politisk rådgiver for UÇK, hvad der forekom overraskende, når man tog hans grundlæggende synspunkt om, at der skulle forhandles mellem albanerne og serberne, i betragtning.
Da han frarådede, at man deltog i Rambouillet-forhandlingerne, der var iværksat og domineret af ydre kræfter som USA og England (som en nødvendig fase før en sandsynlig militær intervention), blev hans synspunkter tilsidesat af Hashim Thaçis fløj. Han blev kontaktet herom af den amerikanske udenrigsminister, Madeleine Albright, men afviste hendes opfordring om at vise og anbefale dén forhandlingsvillighed, hun ønskede. Demaçi mente (må det formodes), at Kosovo albanerne snarere blev en brik i en storpolitisk manøvre, end at de selv udviklede og løftede et ansvar for deres egen politiske fremtid.
Adem Demaçi antog, at Rambouillet-forhandlingerne ikke ville føre til noget positivt, men tværtimod til skærpet væbnet konfrontation og yderligere serbisk undertrykkelse af albanerne – ikke mindst fordi han fandt, at den albanske side ikke endnu var nået til en tilfredsstillende grad af politisk enighed.
Trods hans modstand mod forhandlingerne havde det – på grund af den store anseelse han nød blandt Kosovo albanerne – været naturligt, at han indgik i den albanske forhandlingsdelegation, men det blev ikke tilfældet, hvad enten det skyldtes hans egen afvisning heraf eller Hashim Thaçi-fløjens modstand.

## Holdningen til NATO-interventionen i 1999
Demaçi var også meget skeptisk over for NATO-aktionen, bl.a. over at den kun blev gennemført med fly- og bombeangreb, hvad der muliggjorde, at serberne kunne fortsætte med at undertrykke Kosovo albanerne på landjorden. Han talte for, at der i stedet etableredes en situation, hvor serbere og albanere mødtes for at aftale de fremtidige vilkår, men eventuelt sådan at de aftalte vilkår garanteredes af stormagterne.
Demaçi forblev i Prishtina under krigen og blev flere gange taget i forvaring af serbisk politi og ved en enkelt lejlighed truet på livet af en politimand.

## Siden krigen i 1999
Efter krigen i 1999 deltog Adem Demaçi i forskellige aktiviteter, bl.a. i samarbejde med OSCE. Han talte for, at man på den nye baggrund, der var opstået, sikrede vilkårene for de etniske minoriteter i Kosovo som f.eks. romaerne. 
Demaçi talte for, at man indledningsvis brugte mere tid på den økonomiske, sociale og kulturelle genopbygning af Kosovo og på at opbygge en politisk enighed mellem de meget forskellige politiske opfattelser blandt serberne, før man gennemførte valg.
Én af Demaçis nære allierede – studenteraktivisten Albin Kurti – blev fængslet af serbiske myndigheder under krigen og sendt til Serbien, hvor han i marts 2000 fik en fængselsdom på 15 år. Han er senere blevet løsladt og vendt hjem til Kosovo, hvor han har fortsat sit politiske arbejde.
Demaçi har stor betydning som ikon, men hans politiske indflydelse på den albanske politik anses for at være begrænset.